# Рогге, Жак

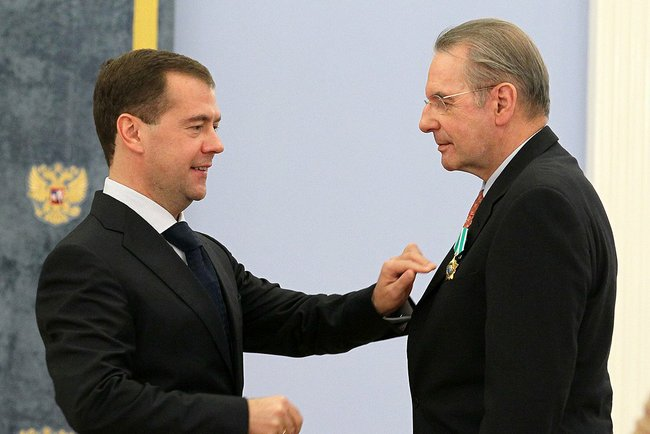
Дмитрий Медведев вручил орден Дружбы президенту Международного олимпийского комитета Жаку Рогге. Московская область, Горки, 22 ноября 2011 года

Жак Жан Мари Ро́гге, граф Рогге (нидерл. Jacques Jean Marie Rogge, Count Rogge; 2 мая 1942, Гент, Бельгия — 29 августа 2021) — бельгийский спортивный функционер, президент Международного олимпийского комитета (2001—2013).

## Биография
Родился в Генте, окончил Гентский университет. Профессия — ортопедический хирург, со степенью в области спортивной медицины. Опытный спортсмен. Играл в регби за сборную команду Бельгии, а также стал 16-кратным чемпионом страны. Позже увлёкся профессиональным парусным спортом, стал чемпионом мира, участвовал в летних Олимпийских играх (1968, 1972 и 1976) в классе «Финн».
Скончался 29 августа 2021 года в возрасте 79 лет. Был женат, остались сын, дочь, двое внуков.

## Работа в олимпийском движении
Находился на посту президента Олимпийского комитета Бельгии в 1989—1992 годах и на посту президента Европейского олимпийского комитета в 1989—2001 годах, совмещая, таким образом, в первые четыре года оба поста. Стал членом МОК в 1991 году и вошёл в Исполнительный комитет МОК в 1998 году.
В 2001 году на 112-й сессии МОК в Москве был избран президентом Международного олимпийского комитета. Кроме Рогге на пост президента МОК выдвигались Ким Ун Йонг из Южной Кореи, канадец Дик Паунд, американка Анита Дефранц и Пал Шмитт из Венгрии. Жак Рогге победил во втором туре большинством голосов, став преемником Хуана Антонио Самаранча.
Под руководством Рогге МОК стремился создать больше возможностей для развивающихся стран участвовать в процессе выдвижения городов на конкурс за право проведения Олимпийских игр. Он был уверен, что серьёзные результаты в этом вопросе могут быть достигнуты уже в обозримом будущем посредством как государственной поддержки, так и политики самого МОК, уменьшающими стоимость принятия Олимпийских игр страной.
В ходе проведения зимней Олимпиады-2002 в Солт-Лейк Сити Ж. Рогге стал первым президентом в истории МОК, разместившимся в Олимпийской деревне вместо пребывания в пятизвёздочном отеле, как это предпочитают другие члены МОК.
В 2008 году олимпийское движение впервые провело Игры в Китае.

### Критика и мнения
- Три Олимпиады, проведённые при президентстве Рогге, запомнились громкими допинговыми и коррупционными скандалами, закончившимися уголовными делами и отставками[источник не указан 1438 дней].
- На заседании 117-й сессии МОК в июле 2005 года в Сингапуре из списка Олимпийских видов спорта были исключены бейсбол и софтбол; это решение было применено на Летних Олимпийских играх-2012 в Лондоне. Однако Рогге не исключил, что этим двум видам спорта удастся вернуть себе места в списке олимпийских видов спорта.

## Награды
- В 1992 году король Бельгии Бодуэн возвёл Жака Рогге в дворянское достоинство, в 2002 году король Альберт II даровал ему графский титул.
- Командор ордена Заслуг перед Республикой Польша (Польша, 2000)[5].
- Командор ордена «За заслуги» (Румыния, 2004)[6].
- Кавалер Большого креста ордена «За заслуги перед Итальянской Республикой» (Италия, 2006)[7]
- Кавалер Большого креста ордена «За заслуги перед Литвой» (Литва, 10 января 2006)[8]
- Орден князя Ярослава Мудрого III степени (Украина, 29 сентября 2006) — за выдающийся личный вклад в развитие и популяризацию спорта, содействие развитию олимпийского движения в Украине[9][10]
- Орден «За спортивные заслуги» 1 класса (Румыния, 2006)[11]
- Большой офицерский крест с золотой звездой Почётного знака «За заслуги перед Австрийской Республикой» (Австрия, 2008)[12]
- Золотой орден Компаньонов Оливера Тамбо (ЮАР, апрель 2010) — за исключительный вклад в борьбу против апартеида в Южной Африке через Международный олимпийский комитет[13]
- Орден «За заслуги» I степени (Украина, 16 декабря 2010) — за выдающийся личный вклад в развитие и популяризацию олимпийского движения на Украине[14]
- Орден Дружбы (Россия, 25 августа 2011) — за вклад в укрепление сотрудничества в области физической культуры и спорта с Российской Федерацией[15]
- Орден Королевы Елены (Хорватия, 2011)
- Офицер ордена Почётного легиона (Франция, 2011)[16]
- Командор ордена Оранских-Нассау (Нидерланды, 2012)[17]
- Великий офицер ордена Леопольда I (Бельгия, 2012)
- Кавалер Большого креста ордена Короны (Бельгия, 19 сентября 2013)[18]
- Золотой Олимпийский орден (2013)
- Рыцарь-командор ордена Святого Михаила и Святого Георгия (Великобритания, 2014)
- Кавалер Большого креста ордена Адольфа Нассау (Люксембург, 2015)[19]
- Паралимпийский орден (2017)[20]
- Почётный гражданин Пекина[англ.] (2009)[21]